# Elvira cupreiceps
Elvira cupreiceps е вид птица от семейство Колиброви (Trochilidae).

## Разпространение
Видът е разпространен в Коста Рика.